# Pálmason
Pálmason ist ein isländischer Name.

## Bedeutung
Pálmason ist ein patronymisch gebildeter isländischer Personenname mit der Bedeutung „Sohn des Pálmi“. Die weibliche Entsprechung ist Pálmadóttir (Tochter des Pálmi).

## Bekannte Namensträger
- Jón Pálmason (1888–1973), isländischer Politiker
- Pálmi Rafn Pálmason (* 1984), isländischer Fußballspieler
- Pearl Palmason (1915–2006), kanadische Geigerin